# Petri Worm
Petri Worm (Petri Claudius Ferdinand Emil Worm) (30. september 1814 – 20. november 1838) var en dødsdømt morder, der i 1838 blev henrettet ved halshugning for rovmordet på litteraten Jens Peter Tønder (1773–1836).
Petri Worm var søn af en købmand Worm i Nyborg. Han voksede op hos en slægtning på Lolland hvor han lærte handel; senere blev han underofficer. 
Da han blev frigivet soldatertjenesten stod han uden arbejde. Det medførte en stærk depression med flere selvmordsforsøg. Hans forældre var samtidig kommet i økonomiske vanskeligheder og kunne knap hjælpe ham. Han kom da i tanke om noget bysladder, han havde hørt om en forvildet kandidat Tønder, som solgte pamfletter i Københavns gader, men i virkeligheden ejede en formue. Han besluttede sig for at røve den. 
Ved at henvende sig til Tønder om franskundervisning lykkedes det ham at komme ind i hans hjem i Nyhavn. Først efter flere dage tog han mod til sig og udførte forbrydelsen. Ved at drysse opium på nogle butterdejskager, som han tilbød Tønder, fik han ham bedøvet. Under Worms langvarige forsøg på at finde nøglen til chatollet vågnede Tønder op igen, og det udviklede sig til slåskamp. Worm overmandede Tønder og strangulerede ham med et stykke sejlgarn. Worm fandt efter eget udsagn cirka 10,000 rigsdaler bestående af obligationer, sølv- og guldmønter.
Han rejste derefter til Lübeck og havde planer om at rejse videre til Paris. En dansk handelsrejsende, som boede i samme logi som Worm, blev anledningen til hans anholdelse. Han fortalte den handelsrejsende, at han hed Petersen, og han bad ham om at sende et brev med penge til Danmark. Den handelsrejsende blev på postkontoret bedt om at åbne brevet, så beløbet kunne bestemmes, og her så han at brevet var fra en Worm til dennes forældre. Handelsbetjenten meddelte dette til den lokale politidirektør, og snart blev Worm anholdt. Hos ham fandt man flere obligationer med Tønders navn på. Under retssagen skiftede Worm flere gange forklaring, og han beskyldte endda på et tidspunkt sin fader for mordet. Faderen blev dog frikendt og Worm idømt livsstraf ved halshugning og påsættelse af det afhuggede hoved på en stage.
Mordet vakte megen opsigt i det lille København, og flere skillingsviser og pamfletter om det udkom. Præsten C.H. Visby blev sjælesørger for den dødsdømte. Veterinæren Neergaard interesserede sig for Worms tilfælde, og om morderens dametække vidner en linje i et bekendt? digt af Christian Winther.
Henrettelsen blev eksekveret på Amager Fælled dog med udeladelse af at sætte hovedet på en stage. Kraniet blev begravet sammen med resten af kroppen i uindivet jord. Lægen Carl Otto, som interesserede sig for frenologi, var opsat på at få fat i Worms kranium, da denne udviste træk der modsagde frenologiens karakteristik af rovmordere. Carl Otto fik to assistenter til at grave kraniet op en nat, men da de ikke nåede at dække graven til igen skabte hændelsen voldsomt røre i København.
I 2005 udkom den historiske roman Worm af Carl Jørgen Carlsen, som skildrer mordet og retssagen, og som samtidig sætter spørgsmålstegn ved Worms skyld.
I 2019 udsendte Third Ear podcast-serien Worms skat om Petri Worm.